# Calamus campechanus
 Calamus campechanus és un peix teleosti de la família dels espàrids i de l'ordre dels perciformes.

## Morfologia
Pot arribar als 21 cm de llargària total.

## Distribució geogràfica
Es troba a les costes de l'Atlàntic occidental (Península del Yucatán i Nicaragua).
.